# Physaria oregona
Physaria oregona là một loài thực vật có hoa trong họ Cải. Loài này được S. Watson miêu tả khoa học đầu tiên năm 1882.